# Vriesea ruschii
Vriesea ruschii är en gräsväxtart som beskrevs av Lyman Bradford Smith. Vriesea ruschii ingår i släktet Vriesea och familjen Bromeliaceae.

## Underarter
Arten delas in i följande underarter:
- V. r. leonii
- V. r. ruschii